# Louis Ginzberg
Louis Ginzberg (* 28. November 1873 in Kowno, Russisches Kaiserreich; † 11. November 1953 in New York) war ein führender konservativer jüdischer Gelehrter in den Vereinigten Staaten.

## Leben
Louis Ginzberg studierte in Berlin, Straßburg und Heidelberg. Er wurde 1898 in Heidelberg zum Dr. phil. promoviert und wanderte 1899 in die Vereinigten Staaten aus. Ginzberg war Mitarbeiter der Jewish Encyclopedia und ab 1902 Professor für Talmud und rabbinische Wissenschaft am Jewish Theological Seminary in New York. Dort lehrte er über fünfzig Jahre lang. Im Laufe seines Lebens  verfasste Ginzberg zahlreiche Bücher über talmudische und rabbinische Themen und hatte den Vorsitz in der American Academy for Jewish Learning inne.

## Schriften (Auswahl)
- Die Haggada bei den Kirchenvätern. Erster Theil: Die Haggada in den pseudo-hieronymianischen „Quaestiones“. Amsterdam 1899 (Dissertation, Universität Heidelberg, 14. Juli 1899; archive.org).
  - Die Haggada bei den Kirchenvätern und in der apokryphischen Litteratur. Calvary, Berlin 1900 (Buchhandelsausgabe der Dissertation).
- Geonica. 2 Bände. Jewish Theological Seminary of America, New York 1909 (Band 2 – Internet Archive).
- Yerushalmi Fragments from the Genizah. Text with various readings from the Editio Princeps. Jewish Theological Seminary of America, New York 1909.
- The Legends of the Jews. 6 Bände und ein Index-Band. Jewish Publication Society of America, Philadelphia 1909–1938 (Digitalisate: urn:nbn:de:hebis:30:1-148663). Diese Ausgabe basiert auf Ginzbergs deutschsprachigem Manuskript, an dessen Übersetzung ins Englische unter anderem Henrietta Szold mitgearbeitet hat.
  - The Legends of the Jews deutsch. Die jüdischen Erzählungen zur Bibel . Deutsche Übersetzung mit Bearbeitung der Anmerkungen durch Jürgen Voos, 4 Bände, 2017  (1 – Internet Archive, 2 – Internet Archive, 3 – Internet Archive, 4 – Internet Archive)
  - Die Legenden der Juden. Hrsg. v. Andreas Kilcher/Joanna Nowotny, Jüdischer Verlag/Suhrkamp, Berlin 2022, ISBN 978-3-633-54312-0. Zur Edition dieser Neuausgabe siehe: Das Projekt Legenden der Juden und seine Editionsprinzipien.
- Eine unbekannte jüdische Sekte. In: Monatsschrift für Geschichte und Wissenschaft des Judentums. Jg. 56 (1912), H. 6, S. 664–689 (Digitalisat); erweitert als Monographie: Selbstverlag, New York 1922.
- Midrash and Haggadah (= Genizah studies. Bd. 1; Texts and studies of the Jewish Theological Seminary of America. Bd. 7). Hermon, New York 1928.